# Neil Peart
Neil Ellwood Peart [pɪərt] OC, född 12 september 1952 i Hamilton, Ontario, död 7 januari 2020 i Santa Monica, Kalifornien, var en kanadensisk trumslagare och sångtextförfattare i det progressiva rockbandet Rush. Hans inspirationskällor var bland andra The Whos Keith Moon och jazztrumslagaren Buddy Rich.

## Biografi
Peart växte upp i Port Dalhousie i Ontario (nu en del av St. Catharines). Under tonåren spelade han i olika regionala band i jakten på en karriär som heltidsmusiker. Efter ett misslyckat besök i England för att koncentrera sig på sin musik, återvände Peart hem, där han gick med i ett lokalt band i Toronto, Rush, sommaren 1974.
Tidigt i Pearts karriär var hans stil djupt rotad i hårdrock. Han fann inspiration mest från populära trumslagare som Keith Moon och John Bonham, musiker som stod i spetsen för den brittiska hårdrocken. Med tiden började han efterlikna jazz- och storbandsmusiker som Gene Krupa och Buddy Rich. År 1994 blev Peart vän och elev till jazzinstruktören Freddie Gruber. Det var under denna tid som Peart bestämde sig för att förnya sin spelstil genom att införliva jazz- och swing-komponenter.
Förutom musiker var Peart en produktiv författare. Han publicerade flera böcker om sina resor. Peart var också Rushs främsta textförfattare. När han skrev texter för Rush behandlade de filosofiska, sekulära, humanitära och libertarianska teman. Peart bodde i Santa Monica, Kalifornien, med sin hustru, fotografen Carrie Nuttall, och sin dotter, Olivia Louise. Han hade även ett hus i Laurentiska bergen i Québec och tillbringade tid i Toronto för inspelningar.